# Končedarja
Končedarja (čínsky znaky 孔雀河) je řeka na západě ČLR v autonomní oblasti Sin-ťiang. Je 550 km dlouhá. Povodí, které zahrnuje i povodí jezera Bagraš köl má rozlohu 184 400 km². Na horním toku známá také pod jménem Korla.

## Průběh toku
Odtéká z jezera Bagraš köl a na horním toku protíná východní výběžky Ťan-šanu. Dále pokračuje po severním okraji Kašgarské roviny. V rovině řeka vytvořila složitou síť ramen, která jsou propojena průtoky. Směr jejich odtoku se často mění. V letech, kdy řeka dotéká do jezera Lobnor, se toto jezero naplňuje vodou, zatímco v letech, kdy voda dotéká do Tarimu, jezero vysychá.

## Vodní režim
Průměrný průtok vody v místech, kde řeka opouští hory činí 36 m³/s. Jeho velikost v průběhu roku výrazně nekolísá.